# TV Norte Acre
TV Norte Acre é uma emissora de televisão brasileira sediada em Rio Branco, capital do estado do Acre. Opera no canal 22 UHF digital e é afiliada ao SBT. A emissora faz parte do Grupo Norte de Comunicação, pertencente ao empresário Sérgio Bringel, sendo uma das filiais da rede regional TV Norte.

## História

### Antecedentes
A concessão que anos depois deu origem à TV Norte Acre foi outorgada pelo presidente Luiz Inácio Lula da Silva em 19 de novembro de 2009, originalmente para o canal 21 UHF analógico, após concorrência pública vencida pelo Grupo Rasera, responsável por controlar várias outras concessões de televisão e rádio pelo país. O canal 21 UHF foi inicialmente arrendado para a Igreja Assembleia de Deus em Rio Branco (IEADERB), sendo utilizado para transmitir a programação da Rede Mundial entre 2012 e 2018, e posteriormente, da Rede Super.
Com o desligamento do sinal analógico em 31 de outubro de 2018, a estação passou a operar no canal 22 UHF digital, que havia sido outorgado pelo Ministério das Comunicações em 18 de dezembro de 2015. Em 2019, a recém-inaugurada ABC TV, pertencente ao Sistema Acre Brasil de Comunicação, trocou de frequência com a Rede Super, que foi para o canal 44 UHF.

### Implantação e problemas com a TV Rio Branco
No segundo semestre de 2020, o Grupo Norte de Comunicação, que controlava as afiliadas do SBT em Manaus e Palmas, comprou as instalações e a concessão da ABC TV (que migrou para o canal 42 UHF em 30 de setembro), com o intuito de implantar uma nova afiliada da rede em Rio Branco. Na mesma época, o grupo ativou perfis oficiais no Twitter, Facebook e Instagram com publicações que criavam expectativa para a futura TV Norte Acre nos meses subsequentes, e em 15 de maio de 2021, o canal 22 UHF começou a realizar transmissões experimentais.
Porém, o SBT já era retransmitido em Rio Branco através da TV Rio Branco, que era a sua parceira desde a sua entrada no ar em 1989. Em 21 de outubro do mesmo ano, durante entrevista para o podcast Papo Informal, e na iminência de perder a afiliação da sua emissora, o empresário Narciso Mendes de Assis ameaçou acionar judicialmente Sérgio Bringel, proprietário do Grupo Norte de Comunicação, afirmando possuir provas de que ele e suas empresas estavam envolvidas em um "esquema poderoso" para monopolizar as comunicações no Norte do país. Tanto o Grupo Norte quanto o SBT rebateram as afirmações, sendo que a rede divulgou nota afirmando que o contrato de afiliação com a TV Rio Branco havia sido rescindido por conta de problemas com a afiliada, "com todo respaldo legal e jurídico", e que "O Grupo Norte comprou as afiliadas de Manaus e Palmas e investiu muito nelas, resolvendo os problemas dessas parceiras e transformando-as em excelentes emissoras".
O imbróglio entre ambas acabou atrasando a implantação da TV Norte Acre, prevista para novembro de 2021, e se arrastou até março de 2022, quando a TV Rio Branco firmou contrato de afiliação com a TV Cultura, deixando o caminho livre para a emissora assumir o sinal do SBT. A TV Norte Acre iniciou suas transmissões definitivas à meia-noite (hora local) do dia 28 de março de 2022, ao mesmo tempo em que a TV Rio Branco passou a transmitir o sinal da sua nova rede. O primeiro programa a ser exibido foi a série Lassie, que de início, por cerca de 30 minutos, teve apenas o áudio veiculado sob color bars, devido a um problema técnico.
A emissora estreou sua programação local no dia 16 de janeiro de 2023 com o Agora Acre e Norte Notícias Acre, com a apresentação do jornalista Efraim Macambira, seguindo os padrões da programação local da TV Norte pela região . No dia 8 de abril, estreou o programa Inspiração Gourmet, com a apresentação do chef de cozinha, Deocleciano Brito .